# Сишор, Карл Эмиль
Карл Эми́ль Си́шор (англ. Carl Emil Seashore; 28 января 1866, Мёрлунда — 16 октября 1949, Льюистон, Айдахо) — американский психолог, один из основоположников тестологии музыкальных способностей.

## Биография

### Детство и юность
Карл Эмиль Сишор родился 28-го января 1866 года в Мёрлунде — небольшом городке на юго-востоке Швеции в семье фермеров Эмили Шарлотты Борг и Карла Густава Шёстранда. Фамилия «Шёстранд» (швед. Sjostrand) по-шведски означает «морской берег» — по-английски это же словосочетание звучит как «Сишор» (англ. seashore). У американцев произнесение шведской фамилии вызывало значительные трудности, поэтому дядя Карла, эмигрировавший в США раньше остальных Шёстрандов, адаптировал её для местного населения.
В 1870 году семья эмигрировала в США и поселилась в небольшой фермерской общине в округе Бун, штат Айова, где отец Карла приобрёл 80 акров земли и организовал ферму.
Карл, двое его братьев и две сестры получили начальное образование на дому. Как и прочие члены общины они говорили и читали по-шведски. Когда Карлу исполнилось 8 лет, он начал ходить в школу, которую организовал и возглавлял его отец. По окончании школы в 1882 году Карл трудился на отцовской ферме, а кроме того преподавал в местных школах.

### Университет и первые научные исследования
В 1891 году Сишор окончил Колледж Густава Адольфа в Сент-Питере, штат Миннесота, где изучал математику, музыку, иностранные языки и литературу. Сишор прекрасно учился, пел в хоре, играл на различных музыкальных инструментах. Темой своей выпускной речи по окончании колледжа он избрал силу музыки как средства выражения чувств. В 1895 году окончил Йельский университет. Сишор первым среди выпускников факультета психологии Йельского университета получил степень доктора философии, защитив диссертацию о роли торможения в процессе научения.
Ещё во время учёбы Сишор начал работать в психологической лаборатории при Йельском университете, где учился вместе с Д. Т. Лэддом и С. Т. Скрипчером. Там он овладел разными экспериментальными методами, психологической статистикой и методами измерения, освоил также преобладавшую в то время структурную психологию Эдварда Титченера, систематический подход которого определил его мышление.
В 1897 году Сишор был назначен директором психологической лаборатории при Университете Айовы, где продолжил экспериментальные исследования, в том числе в области психологии музыки.

## Научная деятельность
В течение многих лет Сишор вел экспериментальные исследования в области психологии музыки. Его теория музыкальных способностей была названа «теорией особенностей»: он полагал, что нет такого явления, как музыкальный талант вообще, и считал, что музыкальные склонности складываются из ряда особенностей, которые являются врождёнными и не подвержены влиянию обстоятельств. На основе своей теории Сишор разработал первый стандартный тест — «Шкалу музыкального таланта», и ещё ряд тестов, которые должны определить у людей наличие тех или иных способностей и в зависимости от этого установить, насколько человек чувствителен в отношении восприятия музыки и необходимо ли ему в дальнейшем заниматься ей. Кому-то, по его мнению, такие занятия были абсолютно противопоказаны, так как у тех не было врождённой склонности к восприятию музыки.
Система Сишора основывается на том, что основное значение для музыкального таланта имеют простейшие сенсорные способности, то есть способности улавливать мелкие разницы в высоте, интенсивности и продолжительности звуков.
Учёный выделял 25 музыкальных способностей:
1. Чувство высоты звука
2. Чувство интенсивности звука
3. Чувство времени
4. Чувство протяжённости звука
5. Чувство ритма
6. Чувство тембра
7. Чувство консонанса
8. Чувство объёмности звука
9. Контроль высоты
10. Контроль интенсивности
11. Контроль времени
12. Контроль ритма
13. Контроль тембра
14. Контроль объёмности звука
15. Слуховые представления
16. Двигательные представления
17. Творческое воображение
18. Объём памяти
19. Способность к обучению
20. Свободные музыкальные ассоциации
21. Способность к музыкальной рефлексии
22. Общая умственная одарённость
23. Музыкальный вкус
24. Эмоциональная реакция на музыку
25. Способность эмоционально выражать себя в музыке.

В область научных интересов учёного входило также музыкальное звучание. Сишор исследовал возможности голоса, рояля и скрипки.

## Труды
Сишор является автором более 237 публикаций, в том числе книг и статей, среди которых:
- Seashore C. E. Measurements of illusions and hallucinations in normal life. Studies from the Yale Psychological Laboratory, — 1895. — 3: 1-67.
- Seashore C. E. New psychological apparatus, II: An audiometer. Studies in Psychology from the University of Iowa, 1899. — 2: 158—163.
- Seashore C. E. Elementary experiments in psychology. — NY: H. Holt and Co, 1908.
- Seashore C. E. Psychology in daily life. — NY: Appleton, 1918.
- Seashore C. E. The psychology of musical talent. — Boston, NY: Silver, Burdett and Co, 1919.
- Seashore C. E. The Iowa pitch range audiometer, Lancet, October 15, 1919. — pp. 3–8.
- Seashore C. E. The psychology of musical talent. — NY: Silver, Burdett & Co, 1919.
- Seashore C. E. Introduction to psychology. — NY: The Macmillan Company, 1923.
- Seashore C. E. A Survey of Musical Talent in the Public Schools, Representing the Examination of Children of the Fifth and the Eighth Grades in the Public Schools of Des Moines, Iowa, with the Author’s Measures of Musical Talent. — Iowa City: University of Iowa, 1924.
- Seashore’s resume by his students. Psychological Monographs, 1928. — #178,
- Seashore C. E. Objective Analysis of Musical Performance. — Iowa City: University of Iowa, 1937.
- Seashore C. E. Psychology of music. — NY, London: McGraw-Hill book company, inc., 1938.
- Seashore C. E. A preview to college and life, 1938.
- Seashore C. E. Pioneering in Psychology. — Iowa City: University of Iowa Press, 1942.
- Seashore C. E. Applied psychology in 1895. — Journal of Speech Disorders, 10, 1945. — рр. 211—213.
- Seashore C. E. In search of beauty in music: A scientific approach to musical esthetics. — NY: Ronald Press, 1947.
- Seashore C. E. Measures of Musical Talents Manual. — NY: Psychological Corporation. Revised edition, 1956.
- Seashore C. E. A history of psychology in autobiography. — NY: Russell and Russell, 1961. — Vol 1. — рр. 225—297.
- Seashore C. E. Seashore’s psychology of life in autobiography, 1964.